# Heinrich VII. (Liegnitz)
Heinrich VII. von Liegnitz (* 1355; † 12. Dezember 1398) war Herzog von Liegnitz. Von 1379 bis 1381 bekleidete er das Amt des Bistumsadministrators von Breslau und 1389/90 bis 1398 war er Bischof von Leslau in Kujawien. 

## Herkunft
Heinrich entstammte dem Geschlecht der Schlesischen Piasten. Er war der vierte und jüngste Sohn des Liegnitzer Herzogs Wenzel I. und der Anna († 1367), Tochter des Teschener Herzogs Kasimir I.
Heinrichs Geschwister waren
- Ruprecht I., († 1409), Herzog von Liegnitz, ⚭ mit Hedwig († 1390), Tochter des Herzogs Heinrich V. von Sagan
- Wenzel II. (* 1348; † 1419), Bischof von Lebus und von Breslau
- Boleslaw IV. († 1394), Herzog von Liegnitz, verunglückte bei einem Reitturnier, sowie
- Hedwig († 1409), ⚭ 1372 Heinrich VI. von Sagan († 1393)

## Leben
Nach dem Tod des Vaters 1364 stand Heinrich und seine älteren Geschwister zunächst unter der Vormundschaft ihres Onkels Ludwig I. Nachdem 1368 der älteste Bruder Ruprecht volljährig wurde, übernahm er die Vormundschaft über Heinrich und dessen Geschwister. Gleichzeitig wurden Heinrich und seine Brüder Wenzel und Boleslaw Mitregenten Ruprechts. 
Um eine weitere Teilung des Herzogtums Liegnitz zu vermeiden, wurde Heinrich wie seine älteren Brüder Wenzel und Boleslaw von seinen Eltern für eine geistliche Laufbahn bestimmt. 1378 erhielt er ein Kanonikat am Breslauer Kollegiatstift Heilig Kreuz, ein Jahr später wurde er Dekan des Breslauer Domkapitels. Am 21. Mai 1379 huldigte er gemeinsam mit seinen Brüdern in Prag dem böhmischen König Wenzel IV. Im selben Jahr wurde er zum Administrator des Bistums Breslau ernannt, das sich seit dem Tod des Bischofs Preczlaw von Pogarell 1376 durch die Doppelwahl von Dietrich von Klattau sowie von Johannes von Neumarkt in einer Sedisvakanz befand. 
Nachdem Heinrichs Bruder Ruprecht I. zu Weihnachten 1380 diesem ein Fass Schweidnitzer Bier sandte, das von der Stadt Breslau beschlagnahmt wurde, kam es zum sogenannten Breslauer Bierkrieg, der bis 1382 andauerte. Dadurch verlor Heinrich 1381 die Position des Bistums-Administrators, die jedoch im selben Jahre an seinen Bruder Wenzel übertragen wurde, der nach der Befriedung 1382 Bischof von Breslau wurde. 
In der Nachfolge des Oppelner Herzogs Johann I. wurde Heinrich 1389/90 von Papst Bonifatius IX. zum Bischof von Kujawien ernannt. Trotzdem hielt er sich überwiegend auf dem Liegnitzer Herzogshof sowie bei seinem Bruder in Breslau und Ottmachau auf. Er starb in Schlesien und wurde im Breslauer Dom beigesetzt.